# 亞洲花花介
亞洲花花介（学名：Callistocythere asiatica）为細花介科花花介屬下的一个种。